# ديفيد ن. هيرد
ديفيد ن. هيرد (بالإنجليزية: David N. Hurd)‏ هو محامي وقاضي أمريكي، ولد في 1937 في هانكوك في الولايات المتحدة.